# Karol Nitenberg
Karol Nitenberg (właśc. Nitenberger) pseud. Monopol (ur. 10 października 1875 w Warszawie, zm. 31 października 1963 tamże) – działacz SDKPiL, KPP i PPR.

## Życiorys
Syn Gottlieba, Niemca z pochodzenia, i Pauliny z Kaczyńskich, brat Piotra i Stanisława, także działaczy SDKPiL. Skończył 3 klasy szkoły powszechnej i pracował jako szewc. W 1895 wstąpił do SDKPiL, w której był kolporterem prasy, propagandystą i organizatorem komórek partyjnych. W 1899 współorganizował strajk warszawskich szewców i garbarzy. Współpracował z Janem Rosołem, Feliksem Dzierżyńskim i Stanisławem Trusiewiczem-Zalewskim w odbudowie rozbitych warszawskich organizacji SDKPiL. Od września 1900 członek Komitetu Centralnego (KC) SDKPiL. Kierował odbudową i organizacją białostockiej organizacji SDKPiL, delegat na konferencję SDKPiL w Białymstoku i na III Zjazd SDKPiL w 1901. Współorganizował technikę partyjną. W swoim mieszkaniu umieścił tajną drukarnię, w której drukowano pismo Zarządu Głównego SDKPiL "Kurierek Robotniczy". 1901-1903 więziony w X pawilonie warszawskiej cytadeli, a 1903-1905 przebywał na zesłaniu. Od 1906 piekarz i działacz Związku Zawodowego Przemysłu Mącznego, współorganizator strajku robotników przemysłu piekarniczego w Warszawie latem 1907. 1907-1910 ponownie przebywał na zesłaniu. Od grudnia 1918 działał w KPRP/KPP. Od 1929 członek Stowarzyszenia byłych Więźniów Politycznych i rencista. Od 1945 członek PPR, a od grudnia 1948 PZPR. Od 1946 do 1950 funkcjonariusz ORMO w Warszawie, następnie do 1955 był wartownikiem w spółdzielni "Dozór Mienia" w Warszawie. Był odznaczony m.in. Orderem Sztandaru Pracy II klasy. Od 1901 żonaty z działaczką SDKPiL Marią Dobrzyńską (pseud. "Czerwona"), miał dwóch synów i córkę.